# Prime d'assurance
Pour les articles homonymes, voir prime.
 (décembre 2017).
La prime d'assurance est le prix que le preneur d’assurance doit payer à une société d'assurance commerciale pour pouvoir bénéficier de la couverture d’assurance en cas de sinistre. Dans le cas des sociétés d'assurance mutuelles, on ne parle pas de prime mais de cotisation d'assurance.
La prime se compose de trois parties: la partie risque, la partie frais et la partie bénéfice. La prime est en principe due pour une période d’assurance entière (12 mois), même si d’autres modalités de paiement, p. ex. paiement mensuel, prime unique, sont possibles.
La partie risque constitue le coût probable de sinistre que représente le risque à assurer. Concrètement, l'assureur va modéliser le risque que représente l'objet à assurer, en comparant son profil avec l'historique qu'il possède sur d'autres profils similaires. L'évaluation du risque est donc liée à la connaissance historique de risques similaires (ou à la capacité de modélisation). C'est la raison pour laquelle, les assureurs proposent des primes d'assurance différentes, puisqu'ils n'ont pas le même historique, la même expérience, la même base de clientèle. Ils évaluent donc différemment les risques.
À cette prime de risque, on[Qui ?] rajoute tous les frais de gestion, c'est-à-dire les frais qui permettent (en les répartissant sur tous les clients) de couvrir les charges opérationnelles de l'assureur (salaires, loyers, etc.).
Enfin, la partie bénéfice correspond à la marge (positive ou négative) que l'assureur consent à une population en fonction de ses objectifs commerciaux. Un assureur qui veut attirer les jeunes peut accepter une marge négative sur cette population. En revanche, sur les personnes plus âgées, qui ont moins tendance à résilier, il peut décider d'avoir une marge plus forte.
Prime brute = prime nette plus chargements pour frais
Prime brute moins prime pour les coûts 

## Comment évoluent les primes d'assurances?
C'est un débat courant[Interprétation personnelle ?], souvent repris par les hommes politiques, pour lesquels court terme et long terme sont des notions véritablement antinomiques.
Globalement, les primes d'assurance peuvent évoluer lorsque l'une de ses parties évolue :
La partie risque ; si le risque évolue dans un sens ou dans un autre (baisse du nombre d'accidents de voitures ou hausse du coût des médicaments), alors cette partie de la prime évoluera dans le même sens.
Les frais de gestion ; historiquement, cette partie baisse en valeur absolue. Cependant, dans un contexte de baisse de la partie risque, elle peut augmenter en valeur relative : c'est le cas en France avec la forte baisse de la sinistralité en assurance auto.
Les taxes ont généralement tendance à augmenter, même si elles ne sont pas soumises à la TVA. Les assurances sont soumises à la taxe d’assurance. Le taux est calculé en fonction des catégories d’assurances.
Enfin, la marge[style à revoir]… Contrairement à ce que l'on pourrait penser[style à revoir], cette partie n'est pas forcément en hausse. Certains assureurs peuvent accepter de gagner moins d'argent (voire d'en perdre) pour recruter de nouveaux assurés.
Les seules données permettant d'analyser l'évolution des primes d'assurance sont fournies par l'Insee.

## Calcul de la prime d'assurance
Les principes de calcul d'une prime d'assurance sont l'ensemble des méthodes qui permettent à une compagnie d'assurances de calculer la prime qui doit être payée par un assuré pour se voir garantir un risque.
Le calcul de la prime est fondé :
- sur des paramètres techniques
- sur des paramètres commerciaux
- en incorporant les taxes

Le calcul de la prime technique est en général effectué par des actuaires.

### Composantes d'une prime d'assurance
La prime d'assurance payée par l'assuré est composée de différentes parties :
- La prime pure : c'est le montant du sinistre moyen auquel devra faire face l'assureur pour le risque. Mathématiquement, la prime pure est égale à l'espérance des pertes.
- Le chargement de sécurité : ce montant vient s'ajouter à la prime pure. Il permet à l'assureur de pouvoir résister à la volatilité naturelle des sinistres.
- Le chargement pour frais de gestion. Ces frais comportent aussi bien les frais de gestion des sinistres que la rémunération des apporteurs (agents généraux ou courtier)
- Les taxes[4]

La prime ainsi définie est une prime entièrement technique. Cette prime est modifiée en fonction de la politique commerciale de la compagnie d'assurances.

### Calcul de la prime pure
Le calcul de la prime pure a pour but d'évaluer, pour chaque assuré ou prospect, le montant attendu des sinistres pour la période d'assurance étudiée. Cette évaluation se fait le plus souvent par des méthodes statistiques, fondées par exemple sur la technique du scoring. La sinistralité est divisée en plusieurs composantes, chacune étant évaluée indépendamment :
- La probabilité d'un sinistre normal
- Le coût d'un sinistre normal
- La probabilité d'un sinistre grave
- Le coût d'un sinistre grave

#### Distinction entre sinistre normal et sinistre grave
Dans une compagnie d'assurance, il existe plusieurs définitions d'un sinistre grave, c'est-à-dire d'un montant important :
- Les sinistres pour lesquels un contrat de réassurance intervient.
- Les sinistres qui sont traités par un département spécialisé.

La définition retenue pour le calcul de la prime est une définition statistique : les sinistres graves sont ceux dont la distribution obéit à une loi de Pareto généralisée (une version de la loi des grands nombres garantit l'existence de ces sinistres).

#### Modélisation des probabilités et des coûts
Chacune des quatre composantes de la sinistralité est modélisée par un modèle linéaire généralisé. À partir de variables explicatives qualitatives ou quantitatives, un modèle de régression prédit la valeur attendue des différents paramètres. Le coût d'un sinistre grave est souvent moins finement modélisé, en raison du faible nombre de données disponibles d'une part, et de la faible efficience prédictive des variables explicatives d'autre part.

#### Choix des variables explicatives
Le choix des variables explicatives obéit à de nombreux critères qui vont au-delà de la pertinence statistique des variables considérées :
- Disponibilité et fiabilité de l'information : les variables doivent être connues de l'assureur, et récoltées de façon fiable auprès de l'assuré. Ainsi, il est interdit en France de récolter des données raciales. En assurance auto, la variable explicative la plus pertinente est le kilométrage parcouru. Cette donnée est utilisée dans certains pays du nord de l'Europe, mais n'est pas utilisable dans les pays d'Europe du Sud.
- Segmentation interdite a priori par la compagnie d'assurances : une compagnie d'assurance peut décider de ne discriminer les prix qu'en fonction de critères précis, en excluant délibérément certains. Cependant, si des concurrents utilisent une segmentation plus fine, la compagnie d'assurance risque de ne se retrouver qu'avec les plus mauvais risques, les bons risques étant captés par la concurrence grâce à des tarifs plus avantageux.

#### Influence de la sinistralité passée
La sinistralité passée n'intervient normalement pas dans la phase précédente en tant que variable explicative. Elle vient ensuite pondérer l'appréciation du risque, par exemple par un système de Bonus-Malus.

### Calcul du chargement de sécurité
Au sein d'une mutualité de risque, il existe une volatilité résiduelle de la sinistralité. L'assureur ne connaît donc pas exactement le montant des sinistres qui vont survenir. En tarifant les contrats au niveau de la prime pure (et en supposant une distribution des pertes symétriques), l'assureur perd de l'argent une année sur deux. En l'absence de fonds propres, cette situation conduirait immédiatement à la faillite.
Pour se protéger, l'assureur ajoute donc à sa prime un chargement de sécurité. De nombreuses méthodes permettant de le déterminer sont possibles, aucune n'ayant à ce jour[Quand ?] supplanté largement les autres :
- Chargement proportionnel à la prime pure. Le coefficient de proportionnalité reflète l'idée que l'assureur possède de la volatilité du risque.
- Chargement dépendant de l'écart type des pertes. Cette méthode est une légère formalisation de la précédente. Elle pose un problème car elle introduira un chargement de sécurité qui dépendra des cas de gains (perte réelle inférieure à la prime pure)
- Chargement dépendant d'un certain quantile des pertes (par exemple le troisième quartile). Un tel chargement permet de garantir que la prime sera suffisante dans un nombre de cas déterminé à l'avance, mais ne donne aucune information sur les cas de pertes techniques.